# Міа Ніколай
Міхая Ніколай (нід. Michaja Nicolaï; нар. 7 березня 1996), також відома як Міа Ніколай, — нідерландська співачка, авторка пісень і акторка. Представляла Нідерланди на пісенному конкурсі Євробачення 2023 разом з Діоном Купером.

## Біографія

### Раннє життя
Міхая Ніколай народилася 7 березня 1996 року в Амстердамі як друга дочка юриста та політика партії захисту тварин Пітера Ніколай та російської музикантки та композиторки Маринки Ніколай-Крилової. Вона почала відвідувати уроки драми та балету у віці трьох років. За словами Міхаї, це викликало її інтерес до музики, що згодом призвело до того, що вона почала займатися уроками фортепіано та скрипки.

### 2018—2022: Перші сингли
У 2018 році співачка випустила кавер на пісню американського композитора Гленна Міллера «At Last». У 2020 році вона випустила два своїх сингли: «Set Me Free» і «Mutual Needs», остання з яких була показана в радіошоу діджея Зейна Лоу. У 2021 році вона випустила ще два нових сингли «People Pleaser» і «Dream Go».

### 2023: участь на Євробаченні
1 листопада 2022 року було оголошено, що Міа Ніколай, разом з Діоном Купером, представить Нідерланди на Євробаченні 2023. Дует не пройшов до фіналу.